# UT Arad
Fotbal Club UTA Arad w skrócie UTA Arad lub UT Arad – rumuński klub piłkarski z siedzibą w mieście Arad.

## Historia
Klub UT Arad założony został w 18 kwietnia 1945 roku. Klub sześciokrotnie zdobył mistrzostwo Rumunii i zajmuje pod tym względem trzecie miejsce (częściej po tytuł mistrza sięgały tylko Steaua Bukareszt i FC Dinamo Bukareszt). Ponadto UT Arad dwukrotnie zdobył Puchar Rumunii. Najsłynniejszym osiągnięciem klubu na arenie międzynarodowej było wyeliminowanie we wrześniu 1970 roku w Pucharze Mistrzów 1970/71 holenderskiego klubu Feyenoord, który wtedy bronił tytułu najlepszego klubu Europy.
Klub UT Arad znany jest także stąd, że występował w nim bramkarz Helmuth Duckadam, który grając w klubie Steaua Bukareszt wsławił się obroną rzutów karnych w finale Pucharu Mistrzów w sezonie 1985/86 egzekwowanych przez graczy FC Barcelona. Dzięki jego znakomitej postawie Steaua jako pierwszy klub spoza Europy Zachodniej zdobyła najcenniejsze europejskie trofeum.
UT Arad posiada duże grupy kibiców jak Red Fighters, Spetzza Ultra Rossa, Red Faction czy Commando Hooligans. Kibice UT Arad szczególnie koncentrują się na rywalizacji z klubem Politehnica Timiszoara.

## Sukcesy
- Divizia A:
  - mistrzostwo (6): 1946/1947, 1947/1948, 1950, 1954, 1968/1969, 1969/1970
  - wicemistrzostwo (1): 1971/1972
- Divizia B/Liga II:
  - mistrzostwo (3): 1980/1981, 1992/1993, 2001/2002
  - wicemistrzostwo (6): 1982/1983, 1988/1989, 1989/1990, 1991/1992, 1998/1999, 2015/2016
- Liga III:
  - mistrzostwo (1): 2014/2015
- Puchar Rumunii:
  - zwycięstwo (2): 1947/1948, 1953
  - finał (2): 1950, 1965/1966
- Puchar Ligi Rumuńskiej:
  - finał (1): 1994

## Obecny skład
Stan na 3 lipca 2025
| Nr | Poz. | Piłkarz                   |
| -- | ---- | ------------------------- |
| 1  | BR   | Dejan Iliev (wicekapitan) |
| 4  | OB   | Alexandru Benga (kapitan) |
| 5  | OB   | Khadim Rassoul            |
| 6  | OB   | Florent Poulolo           |
| 9  | NA   | Agustín Vuletich          |
| 10 | PO   | Marinos Tzionis           |
| 11 | NA   | Shayon Harrison           |
| 12 | BR   | Lucas Roșu                |
| 14 | PO   | Lamine Ghezali            |
| 15 | OB   | Ibrahima Conté            |
| 16 | PO   | Denis Țăroi               |
| 17 | NA   | Dániel Zsóri              |
| 19 | PO   | Valentin Costache         |
| 21 | PO   | Cristian Mihai            |
| 23 | PO   | Alessio Calotă            |
| 24 | NA   | Eric Omondi               |

| Nr | Poz. | Piłkarz             |
| -- | ---- | ------------------- |
| 25 | OB   | Ravy Tsouka         |
| 26 | NA   | Adrian Dragoș       |
| 27 | NA   | Raoul Cristea       |
| 29 | OB   | Răzvan Trif         |
| 30 | PO   | Benjamin Van Durmen |
| 31 | OB   | Cornel Râpă         |
| 33 | BR   | Andrei Gorcea       |
| 37 | NA   | Marian Danciu       |
| 40 | PO   | Paul-José M'Poku    |
| 41 | OB   | Alexandru Hodoșan   |
| 42 | PO   | Alexandru Matei     |
| 62 | BR   | Patric Toderean     |
| 94 | OB   | Damien Dussaut      |
| 97 | PO   | Denis Hrezdac       |
| 99 | NA   | Effiong Nsungusi    |

## Europejskie puchary
Legenda do wszystkich tabel:
- Q – runda eliminacyjna, 1/16, 1/8, 1/4, 1/2 – odpowiednia faza rozgrywek, Grupa – runda grupowa, 1r gr – pierwsza runda grupowa, 2r gr – druga runda grupowa, F – finał, R – runda, PO – play-off
- k. – rzuty karne, los. – losowanie, Dogr. – dogrywka, w. – zasada bramek strzelonych na wyjeździe

| Sezon   | Rozgrywki     | Runda | Przeciwnik         | Dom | Wyjazd | Ogólnie |
| ------- | ------------- | ----- | ------------------ | --- | ------ | ------- |
| 1969/70 | Puchar Europy | 1R    | Legia Warszawa     | 1–2 | 0–8    | 1–10    |
| 1970/71 | Puchar Europy | 1R    | Feyenoord          | 0–0 | 1–1    | 1–1, w. |
| 1970/71 | Puchar Europy | 2R    | FK Crvena zvezda   | 1–3 | 0–3    | 1–6     |
| 1971/72 | Puchar UEFA   | 1R    | Austria Salzburg   | 4–1 | 1–3    | 5–4     |
| 1971/72 | Puchar UEFA   | 2R    | Zagłębie Wałbrzych | 2–1 | 1–1    | 3–2     |
| 1971/72 | Puchar UEFA   | 1/8   | Vitória Setúbal    | 3–0 | 0–1    | 3–1     |
| 1971/72 | Puchar UEFA   | 1/4   | Tottenham Hotspur  | 0–2 | 1–1    | 1–3     |
| 1972/73 | Puchar UEFA   | 1R    | IFK Norrköping     | 1–2 | 0–2    | 1–4     |